# Dárvin Chávez
Dárvin Francisco Chávez Ramírez (Zapopan, 21 de novembro de 1989) é um futebolista mexicano que atua como zagueiro. Atualmente defende o Veracruz, campeão olímpico.